# 小鹿藿
小鹿藿（学名：Rhynchosia minima）为豆科鹿霍属下的一个种。

## 扩展阅读
- 維基物種上的相關：小鹿藿